# Qu'est-ce qu'une médersa ?
Qu'est-ce qu'une médersa ? est un livre écrit par l'érudit islamique et intellectuel Ebrahim Moosa. 
Le livre est un mélange d'autobiographie, de plaidoyer, d'ethnographie et d'histoire et donne une perspective d'initié des madrasas Deobandi du sous-continent indien. 
Il a été publié par University of North Carolina Press en avril 2015.

## Aperçu
Le livre se compose de quatre parties, et est un mélange d'autobiographie, de plaidoyer, d'ethnographie et d'histoire. 
Le but du livre est de fournir une perspective d'initié des madrasas Deobandi dans le sous-continent indien.
Moosa a présenté son récit de six ans d'être dans le système madrasa dans la première partie.
La section se termine par des exemples sur la façon dont le précédent juridique hanafite a été utilisé comme contre-intuitif pendant la période coloniale par des érudits chevronnés deobandi tels qu'Ashraf Ali Thanwi et Muhammad Qasim Nanautawi. 
La deuxième partie est intitulée "Histoire et contextes", dans laquelle Moosa utilise une approche biographique pour comprendre les contextes sociaux, politiques et historiques qui entourent la formation du réseau des madrasas en Inde et au Pakistan. Il décrit l'histoire des différences familiales et théologiques qui ont contribué à la formation et au développement des écoles Ahl-i Hadith, Barelwi et Deobandi.
Moosa "se concentre sur les débats et les pratiques concernant la catégorisation et la substance de la connaissance" dans la troisième partie du livre, qui a été intitulée Politique de la connaissance. La partie se termine par "dévoiler la complexité de l'épistémologie islamique et moderne". Comme le soutient l'auteur, l'épistémologie islamique est "enchevêtrée entre les binaires modernes", et ne fait aucune division explicite dans les disciplines de la connaissance.
La quatrième partie, Madrasas dans le contexte mondial, traite de l'image négative des madrasas créée par les médias. Moosa conclut cette section par deux lettres : l'une adressée aux décideurs américains et l'autre à ses anciens professeurs de madrasa. 
Dans la première lettre, il plaide pour la suspension du programme de drones et d'autres politiques américaines visant à façonner les sociétés musulmanes et les orthodoxies islamiques, et dans la seconde, il exhorte ses professeurs à apporter certaines réformes au système des madrasas. Cette section critique à la fois les récits des médias sur les madrasas, les politiques gouvernementales concernant les madrasas, ainsi que "le déclin de la sophistication intellectuelle de la culture des madrasas et les administrateurs des madrasas qui ne veulent pas ou ne peuvent pas mener des efforts de réforme".

## Lectures complémentaires
- Khan, « What Is a Madrasa? by Ebrahim Moosa (review) », Journal of Education in Muslim Societies, Indiana University Press, vol. 1, no 1,‎ 2019, p. 66-68